# Liste der Kulturdenkmäler in Kefenrod
Die folgende Liste enthält die in der Denkmaltopographie ausgewiesenen Kulturdenkmäler auf dem Gebiet  der Gemeinde Kefenrod, Wetteraukreis, Hessen.
Hinweis: Die Reihenfolge der Denkmäler in dieser Liste orientiert sich zunächst an Ortsteilen und anschließend der Anschrift, alternativ ist sie auch nach der Bezeichnung oder der Bauzeit sortierbar.
Kulturdenkmäler werden fortlaufend im Denkmalverzeichnis des Landes Hessen durch das Landesamt für Denkmalpflege Hessen auf Basis des Hessischen Denkmalschutzgesetzes (HDSchG) geführt. Die Schutzwürdigkeit eines Kulturdenkmals hängt nicht von der Eintragung in das Denkmalverzeichnis des Landes Hessen oder der Veröffentlichung in der Denkmaltopographie ab.

## Bindsachsen
| Bild                    | Bezeichnung        | Lage                                                                 | Beschreibung                                               | Bauzeit                  | Objekt-Nr. |
| ----------------------- | ------------------ | -------------------------------------------------------------------- | ---------------------------------------------------------- | ------------------------ | ---------- |
| Evangelische Wehrkirche | Wehrkirche         | Lindenstraße LageFlur: 1, Flurstück: 269/1, 269/2, 269/3, 269/4, 270 | mit Lindenstraße 72, Lindenstraße 74 und Hinter der Kirche | Um 1500 Kirche           | 2741 DDB   |
| Bild gesucht BW         | Hofreite, L-förmig | Lindenstraße 40 LageFlur: 1, Flurstück: 215/4                        |                                                            | Ursprung 15. Jahrhundert | 2742 DDB   |
| Bild gesucht BW         | Fachwerkwohnhaus   | Lindenstraße 52 LageFlur: 1, Flurstück: 226/5                        |                                                            |                          | 2743 DDB   |
| Bild gesucht BW         | Fachwerkwohnhaus   | Lindenstraße 59 LageFlur: 1, Flurstück: 187/4                        |                                                            | Ende 16. Jahrhundert     | 2744 DDB   |
| Bild gesucht BW         | Fachwerkwohnhaus   | Lindenstraße 64 LageFlur: 1, Flurstück: 233                          |                                                            |                          | 2745 DDB   |
| Lindenstraße 68         | Wohnhaus           | Lindenstraße 68 LageFlur: 1, Flurstück: 236/1                        |                                                            | Um 1780 Ursprung         | 2746 DDB   |
| Bild gesucht BW         | Hofanlage          | Lindenstraße 80 LageFlur: 1, Flurstück: 241                          |                                                            | Nach 1750 Wohnhaus       | 2747 DDB   |

## Burgbracht
| Bild            | Bezeichnung         | Lage                                     | Beschreibung | Bauzeit            | Objekt-Nr. |
| --------------- | ------------------- | ---------------------------------------- | ------------ | ------------------ | ---------- |
| Bild gesucht BW | Evangelische Kirche | Kirchstraße 5 LageFlur: 2, Flurstück: 45 |              | 1738 im Westportal | 2748 DDB   |

## Helfersdorf
| Bild            | Bezeichnung         | Lage                                        | Beschreibung                                      | Bauzeit                | Objekt-Nr. |
| --------------- | ------------------- | ------------------------------------------- | ------------------------------------------------- | ---------------------- | ---------- |
| Bild gesucht BW | Langgestreckter Hof | Höhenstraße 15 LageFlur: 5, Flurstück: 17/2 |                                                   | Um 1800 Wohnhaus       | 2749 DDB   |
| Bild gesucht BW | Einhaushof          | Obergasse 6 LageFlur: 5, Flurstück: 26      |                                                   | Beginn 18. Jahrhundert | 2750 DDB   |
| Bild gesucht BW |                     | Talstraße 5 LageFlur: 1, Flurstück: 4/1     | Wird auf DenkXWeb nicht als Kulturdenkmal geführt |                        |            |

## Hitzkirchen
| Bild            | Bezeichnung                 | Lage                                                            | Beschreibung                                                                    | Bauzeit                | Objekt-Nr. |
| --------------- | --------------------------- | --------------------------------------------------------------- | ------------------------------------------------------------------------------- | ---------------------- | ---------- |
| weitere Bilder  | Evangelische Pfarrkirche    | Kirchberg 1 (ehemals Hauptstraße 1) LageFlur: 1, Flurstück: 197 |                                                                                 | Ende 15. Jahrhundert   | 2753 DDB   |
| Bild gesucht BW | Zweibogige Bruchsteinbrücke | Birsteiner Straße LageFlur: 1, Flurstück: 127/6, 91             | Brücke über die Bracht                                                          | 18. Jahrhundert        | 2754 DDB   |
| Bild gesucht BW | Hofreite, L-förmige         | Birsteiner Straße 3 LageFlur: 1, Flurstück: 137                 | Malerische Lage an der Brücke über die Bracht.                                  | Anfang 18. Jahrhundert | 2752 DDB   |
| Bild gesucht BW | Allenroder Brückelchen      | Seemenbach (an der L 3010) LageFlur: 7, Flurstück: 15           | Brücke im Verbindungsweg zwischen dem Schloss Wenings und dem Schloss Birstein. | Um 1700                | 774108 DDB |

## Kefenrod
| Bild            | Bezeichnung                  | Lage                                                  | Beschreibung | Bauzeit                | Objekt-Nr. |
| --------------- | ---------------------------- | ----------------------------------------------------- | ------------ | ---------------------- | ---------- |
| Bild gesucht BW | Wohnhaus, ehemalige Hofreite | Bindsachser Straße 6 LageFlur: 1, Flurstück: 224/3    |              | Um 1785                | 2737 DDB   |
| Bild gesucht BW | Fachwerkwohnhaus             | Bindsachser Straße 8 LageFlur: 1, Flurstück: 100/1    |              | Um 1800                | 2738 DDB   |
| weitere Bilder  | Evangelische Pfarrkirche     | Hitzkirchener Straße 20 LageFlur: 1, Flurstück: 173/1 |              | 1740-1742              | 2740 DDB   |
| Bild gesucht BW | Fachwerkwohnhaus             | Leisenwalder Weg 11 LageFlur: 1, Flurstück: 353       |              | 1939 Fassadeninschrift | 204104 DDB |
| Bild gesucht BW | Trafoturm                    | Hitzkirchener Straße 6 LageFlur: 1, Flurstück: 133    |              | Um 1920                | 204103 DDB |